# Distretto di Luc Nam
Il distretto di Luc Nam (vietnamita: Lục Nam) è un distretto (huyện) del Vietnam che nel 2019 contava 226 194 abitanti.
Occupa una superficie di 597 km² nella provincia di Bac Giang. Ha come capitale la città omonima.